# Mario Lorenzo
Mario Lorenzo – piłkarz urugwajski noszący przydomek Mono, obrońca.
Lorenzo razem z klubem CA Peñarol zdobył w 1945 roku tytuł mistrza Urugwaju. Jako piłkarz klubu Peñarol był w kadrze reprezentacji podczas turnieju Copa América 1946, gdzie Urugwaj zajął czwarte miejsce. Lorenzo nie zagrał w żadnym meczu.
Nadal jako gracz klubu Peñarol wziął udział w turnieju Copa América 1947, gdzie Urugwaj zajął trzecie miejsce. Lorenzo zagrał w pięciu meczach – z Kolumbią, Chile (tylko w pierwszej połowie – w przerwie zastąpił go Julio Terra), Boliwią, Paragwajem i Ekwadorem.
Lorenzo od 14 maja 1945 roku do 11 kwietnia 1948 roku rozegrał w reprezentacji Urugwaju 10 meczów i nie zdobył żadnej bramki.
Lorenzo grał także w barwach klubu Liverpool Montevideo. Rozegrał też 4 mecze w lidze argentyńskiej w klubie Rosario Central.